# The Persistence of Chaos
The Persistence of Chaos là một tác phẩm nghệ thuật bao gồm một máy tính xách tay chứa 6 loại vi-rút máy tính, sâu máy tính và các phần mềm độc hại đã từng gây ra thiệt hại lớn. Tác phẩm nghệ thuật được tạo ra vào năm 2019 bởi nghệ sĩ Guo O Dong và nhóm nghệ thuật Hoa Kỳ (MSCHF), và được bán đấu giá với giá 1.345.000 đô la vào tháng 5 năm 2019. Guo O Dong mô tả nó là vật chứng lịch sử cho phần mềm độc hại và bày tỏ lo ngại về mức giá quá cao mà nó được bán, anh nói sẽ tiêu số tiền này cho một dự án khác hoặc đốt nó.

## Bối cảnh
The Persistence of Chaos được tạo ra vào năm 2019 bởi nghệ sĩ Guo O Dong và MSCHF sau khi họ được ủy quyền bởi Deep Instinct, một công ty chuyên về bảo mật máy tính. Tác phẩm tiêu tốn hơn 10,000 đô la để tạo, phần lớn số tiền được chi vào việc đảm bảo rằng phần mềm độc hại mà nó chứa được bảo vệ bằng tường lửa hiệu quả để nó không thể lây lan sang các máy tính khác.
Guo O Dong ban đầu dự định đặt tiêu đề cho tác phẩm là Antivaxxer để chỉ sự lưỡng lự dùng vắc xin, nhưng đã đổi tên do tác phẩm nghệ thuật bị thay đổi ý tưởng trong quá trình tạo. Anh nói với tờ The Verge rằng tác phẩm dự định là một thể hiện vật lý cho các mối đe dọa kỹ thuật số vẫn bị coi là có vẻ trừu tượng, mô tả nó là "một loại ác thú - một danh mục các mối đe dọa lịch sử".

## Mô tả
Nền tảng kỹ thuật của The Persistence of Chaos là một chiếc máy tính Samsung NC10, đây là chiếc netbook được phát hành lần đầu tiên vào năm 2008. Máy tính xách tay được trang bị hệ điều hành Windows XP đã cố tình bị nhiễm nhiều loại vi-rút, sâu máy tính và phần mềm độc hại đã từng gây thiệt hại tài chính lên đến 95 tỷ USD bao gồm: Sâu máy tính ILOVEYOU, sâu Mydoom, sâu Sobig, ransomware WannaCry, phần mềm mã độc DarkTequila và phần mềm mã độc BlackEnergy. Thiết bị đã được cách ly và được cô lập mạng (airgapped) để tránh việc sử dụng sai phần mềm độc hại trong nó.
Tác phẩm nghệ thuật này có kích thước 10,3 ”(260 mm) × 1,2” (30 mm) × 7,3 ”(190 mm) và nặng 2,8 pound (1,3 kg). Ngoài máy tính xách tay bị tải phần mềm độc hại, nó còn bao gồm dây nguồn cho thiết bị và tập lệnh script để khởi động lại.

## Đấu giá
The Persistence of Chaos đã được bán trong một cuộc đấu giá trực tuyến như một tác phẩm nghệ thuật. Trong cuộc đấu giá, live stream phát trực tiếp thông qua nền tảng Twitch cho thấy máy tính xách tay có thể truy cập được. Trang web đấu giá đã đưa ra một thông báo từ chối trách nhiệm, lưu ý rằng việc bán phần mềm độc hại để sử dụng lại "là bất hợp pháp ở Hoa Kỳ" và những người đặt giá thầu phải "đồng ý và xác nhận rằng bạn đang mua tác phẩm này như một tác phẩm nghệ thuật hoặc vì lý do học tập và không có ý định phổ biến bất kỳ phần mềm độc hại nào". Trang web cũng cho biết các cổng và khả năng kết nối internet của máy tính sẽ bị vô hiệu hóa trước khi giao hàng.
Phiên đấu giá đã kết thúc vào ngày 28 tháng 5 năm 2019, một người mua ẩn danh đã đấu giá thành công với số tiền là 1.345.000 đô la. Số tiền này đã được chuyển đến tay Guo O Dong, người nói với tờ Artnet News rằng anh sẽ dùng nó để tạo ra một tác phẩm nghệ thuật khác hoặc đốt nó đi. Anh cũng lưu ý rằng mức độ quan tâm của công chúng đối với The Persistence of Chaos đã làm anh suy nghĩ và nhìn nhận "tác phẩm này có thể được coi là một cuộc triển lãm của vũ khí lịch sử" và đặt câu hỏi tại sao ai đó lại muốn chi nhiều tiền như vậy để có được nó.

## Đón nhận
Guo O Dong, theo The Verge
Giám đốc điều hành của Infoblox, một công ty bảo mật tại Silicon Valley, Gary Cox, nói với tờ Verdict rằng The Persistence of Chaos là một trong những điều khiến ông "thường xuyên suy nghĩ lại về những gì tạo nên nghệ thuật", ông so sánh nó với tác phẩm Love is in the Bin của Banksy và lưu ý rằng chiếc máy tính xách tay làm cơ sở cho tác phẩm có giá trị bán lại chỉ khoảng $50. Chuyên gia bảo mật của ESET, Jake Moore nói rằng tác phẩm này "về cơ bản chứa đựng lịch sử thời hiện đại dưới dạng số không và số một". Faye Mitchell, phó giám đốc Trường Máy tính, Điện tử và Toán học của Đại học Coventry, bày tỏ lo ngại rằng tác phẩm nghệ thuật là sự bóp méo và tầm thường hóa an ninh mạng và mục đích của nó.